# Просеченска базилика
Просеченска базилика (на гръцки: Βασιλική της Προσοτσάνης) е раннохристиянска църква край драмското село Просечен (Просоцани), Егейска Македония, Гърция.

## Местоположение
Базиликата е разположена край пътя Просечен – Горенци (Кали Вриси), на 2 km източно от средновековната църква „Свети Пантелеймон“.

## Архитектура
Базиликата датира от V-VI век. Вътрешните размери на храма са били 15,40 х 22,70 m. На изток има полукръгла апсида със следи от мозечна настилка. На запад има притвор и входът към наоса с ширина 1,70 m. В района са открити колони и надписи с релефна и скулптурна украса. В югозападния ъгъл на сградата е открит голяма делва, в който е съхранявано масло или вино.